# وویتسکویه
وویتسکویه (انگلیسی: Voyetskoye) یک شهرک در شهرستان کوشنارنکوفسکی جمهوری باشقیرستان در کشور روسیه است.